# Reformierte Kirche Waltensburg

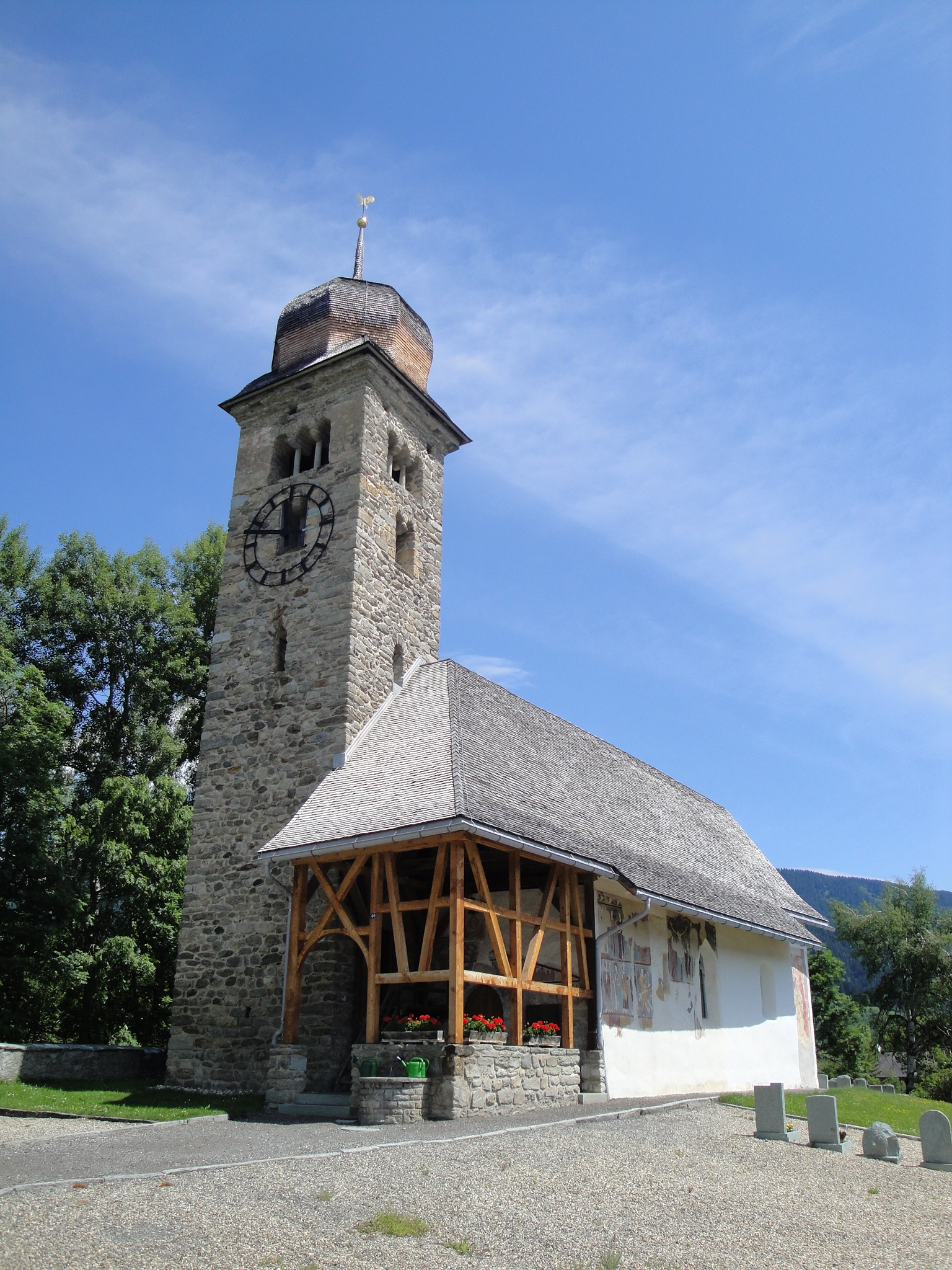
Die Kirche von Waltensburg (nach der Restaurierung 2009/10)

Die reformierte Kirche in Waltensburg in der Surselva im schweizerischen Kanton Graubünden wurde am Ende des 11. Jahrhunderts erbaut. Bekannt ist sie vor allem durch die Wandmalereien des Waltensburger Meisters. Seine Malereien zählen zu den besten Werken frühgotischer Malerei in der Schweiz.

## Geschichte
Die Kirche von Waltensburg steht auf einem kleinen Plateau östlich des Dorfplatzes Cadruvi und südlich des tief eingeschnittenen Verlaufs des Flem-Bachs.  Sie wurde im 11. Jahrhundert als Kapelle an der Stelle eines vorromanischen Saalbaus unter Einbezug eines bestehenden Turmes erbaut. Unterhalb der Kanzel tritt der gewachsene Fels über das Fussbodenniveau hervor.
Geweiht ist die Kirche mit ihrem rechteckigen Saal und den quadratischen Chor den Heiligen Desiderius und Leodegar. Um 1330 wurde sie nach Westen hin erweitert und mit dem in einen Glockenturm umgewandelten Wehrturm verbunden.
Um 1450 wurde die Kirche vermutlich wegen des Eingehens der Kirche auf der Burg Jörgenberg noch einmal vergrössert. Das spätgotische Fenster im Chor wurde 1510 eingebaut. Damals wurde auch der Eingang in die Sakristei erstellt. Durch die Eingriffe wurden verschiedene Fresken beschnitten. 1711 wurden die Empore und eine neue Holzdecke eingebaut. Ungefähr um die gleiche Zeit erhielt der Turm seine barocke zwiebelförmige Kuppelhaube. Der gotische Taufstein stammt aus dem 17. Jahrhundert, die polygonale Kanzel aus dem Jahr 1672 und die mit Intarsien belegte Kirchentür aus der Zeit um 1750. Die umfassende Renovierung und Restaurierung der Bilder von 1932 wurde zum grossen Teil finanziert durch den wohlhabenden Waltensburger Bürger Anton Cadonau, an den ein Gedenkstein neben dem Eingang erinnert.

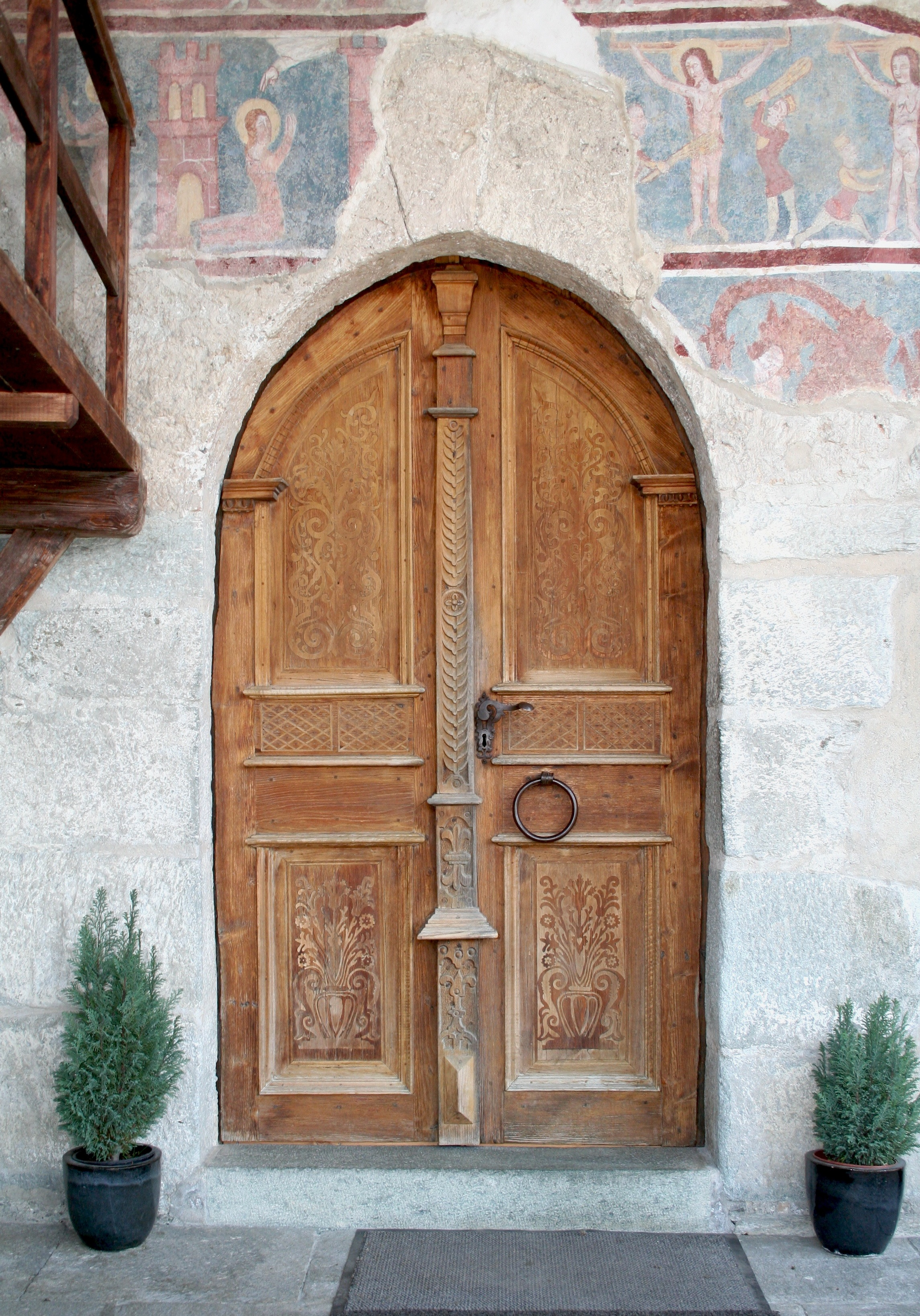
Eingangstür
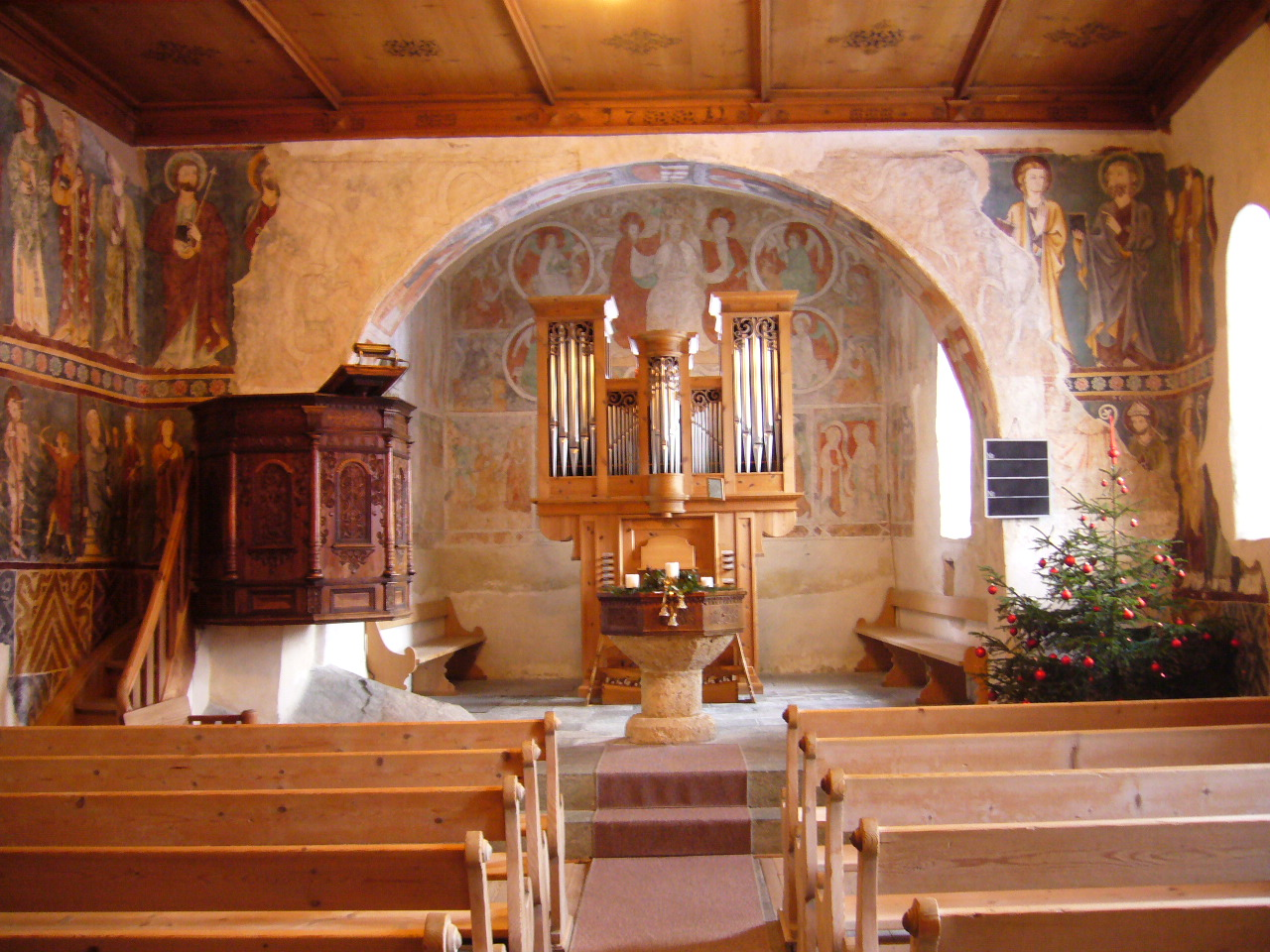
Inneres
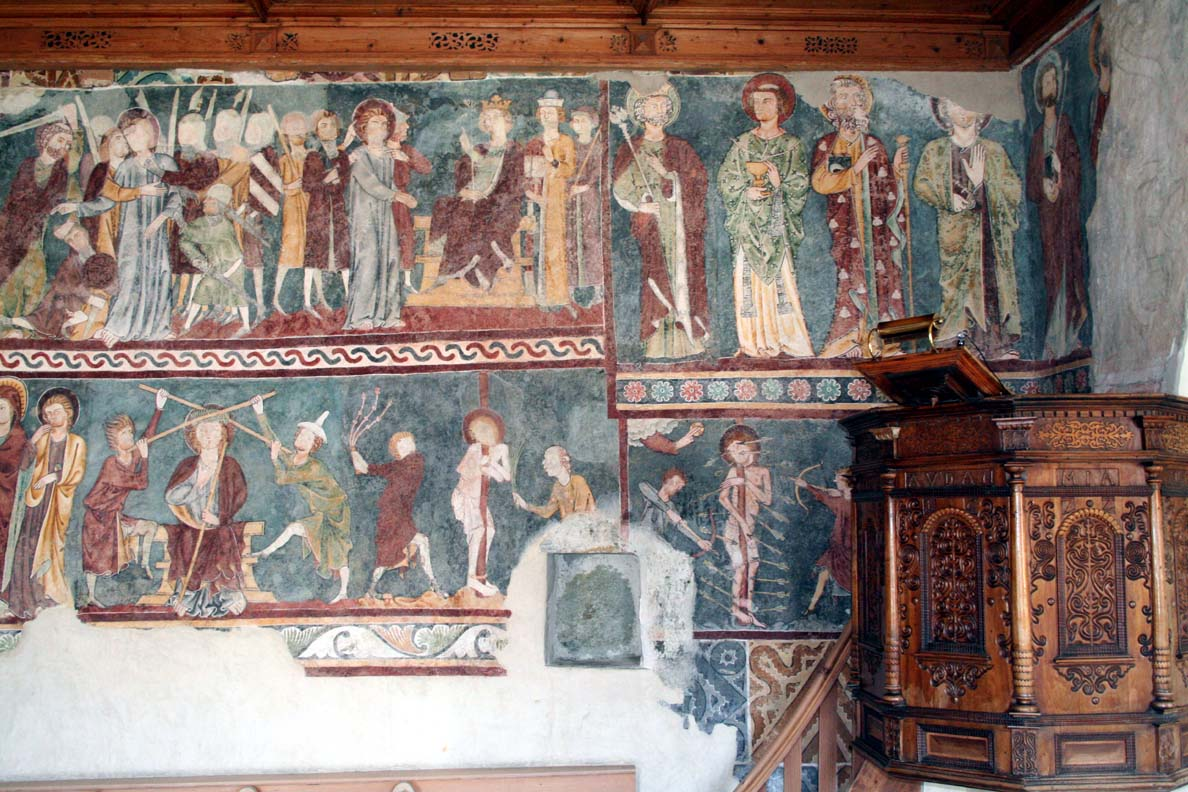
Wandmalerei des Waltensburger Meisters
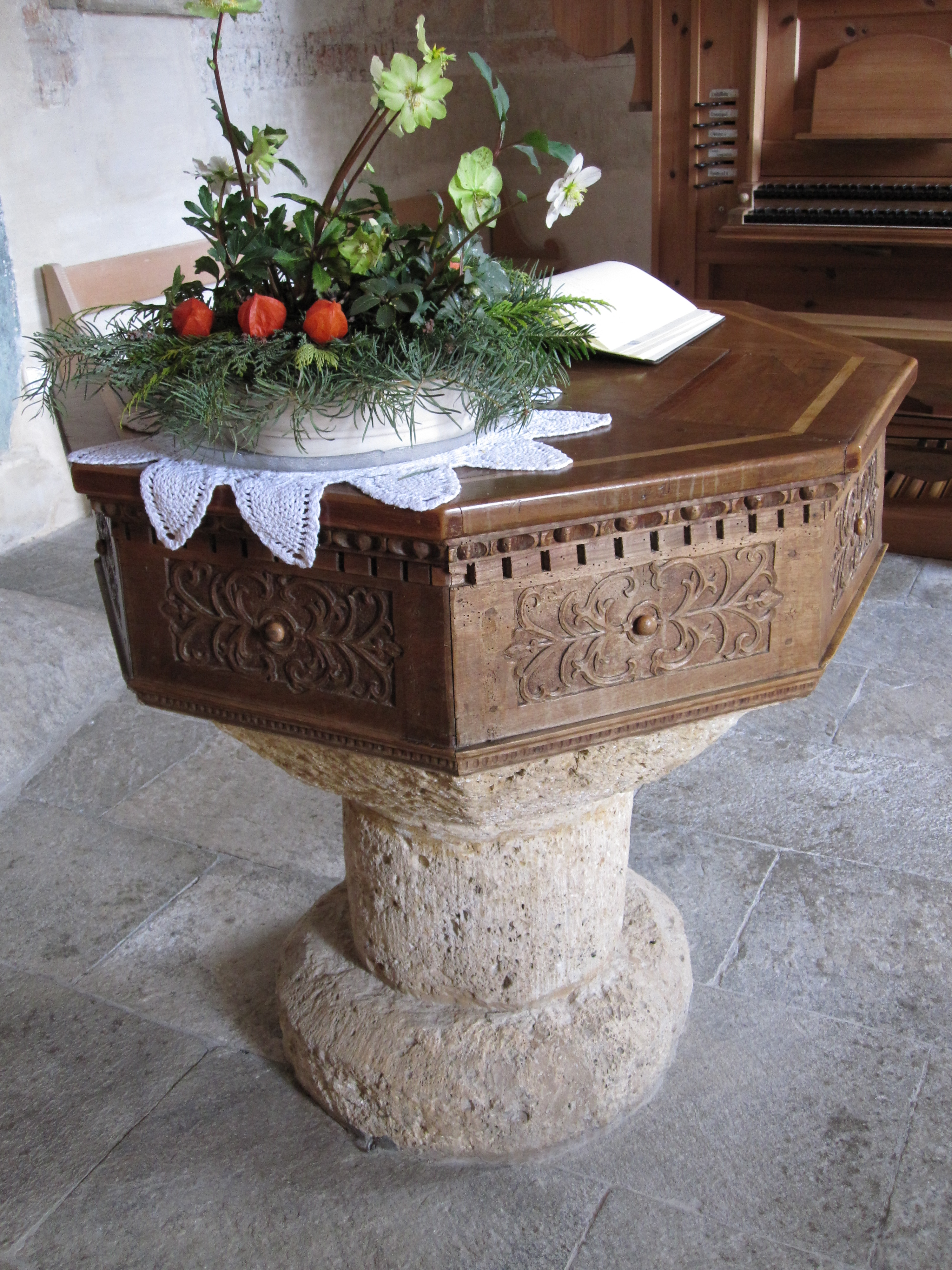
Taufstein
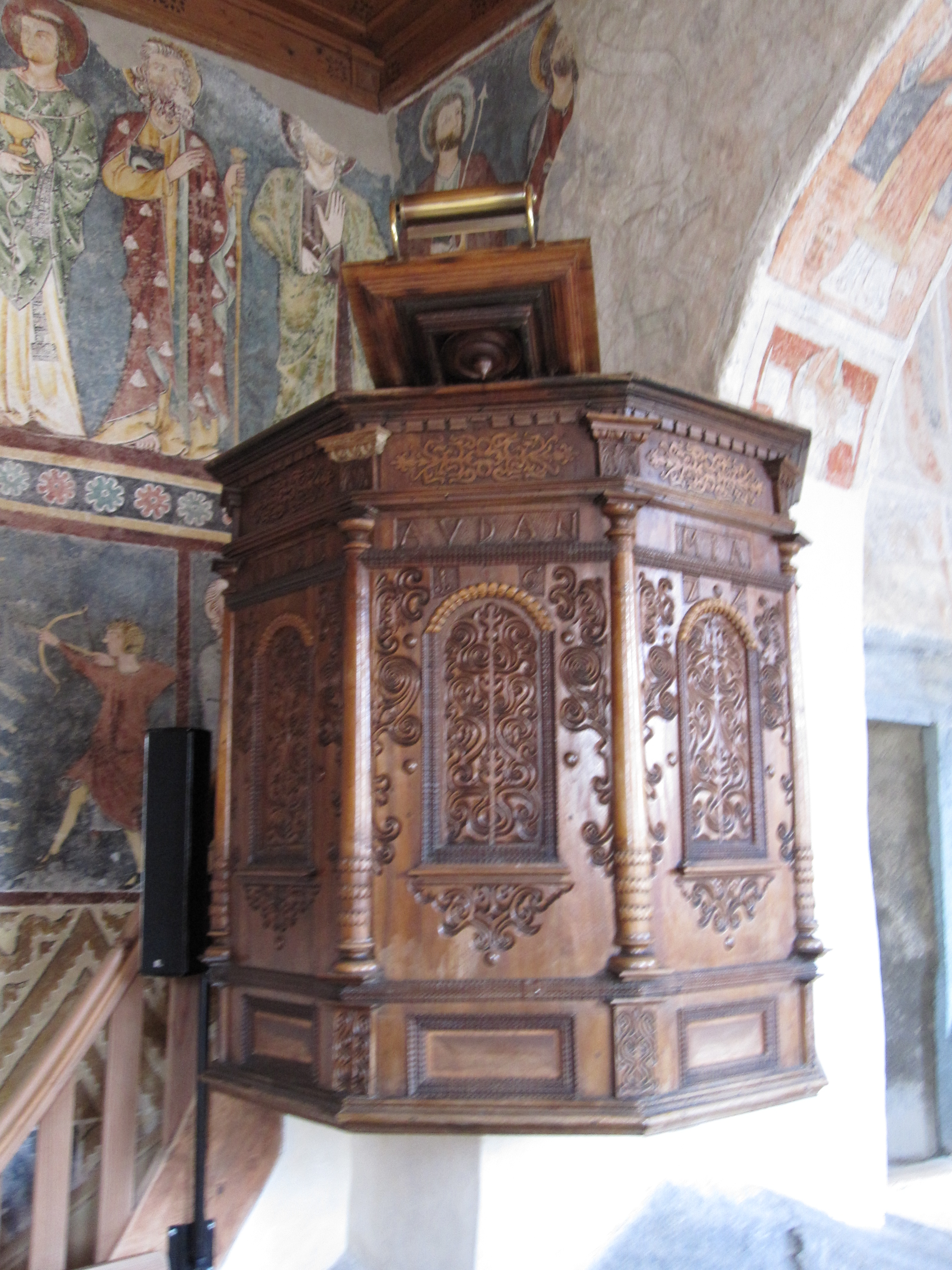
Kanzel

## Fresken

### Malereien des Waltensburger Meisters
Die bisherige Forschung ging davon aus, dass die Bilder des Meisters von Waltensburg aus der Zeit um 1330 stammen. Neuere Forschungen (vgl. Rupp 2014 und 2015) legen jedoch nahe, dass die Fresken erst nach 1347/48 entstanden sind, da in ihnen die Juden- mit der Pestthematik verknüpft wird.
Seine Malereien bedecken die ganze Nordwand des Schiffes sowie Teile der Nord- und Südwand gegen die Ecken zu. Das grosse Thema ist das Leiden Christi.
Die Figuren heben sich vor blauschwarzem Hintergrund ab und tragen ockergelbe, rote und olivgrüne Gewänder; Christus ist immer grau gekleidet. An der inneren Nordwand ist in zwei horizontalen Bändern eine Passionsgeschichte mit Abendmahl abgebildet, daneben Heilige und Apostel. An der südlichen Aussenwand finden sich eine Szene mit der Anbetung der Könige sowie Heilige, der Erzengel Michael, Wappen und eine Kreuzigungsszene. Diese Malereien kamen erst 1972 zum Vorschein.

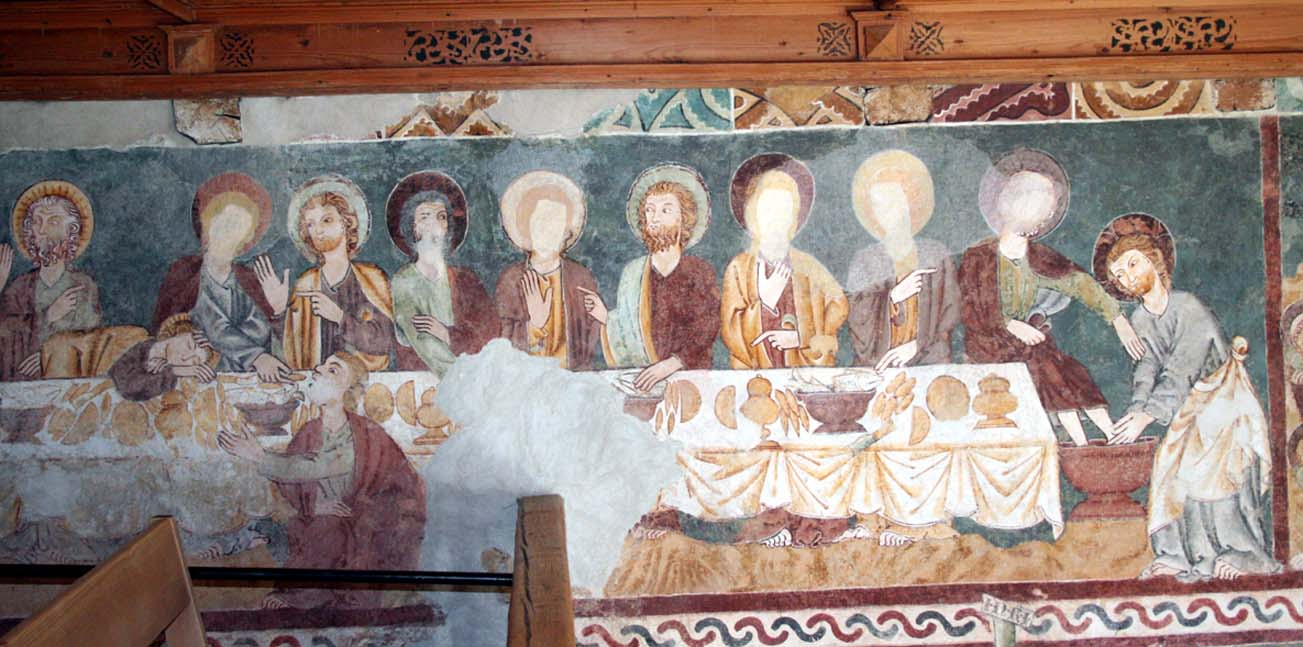
Abendmahl
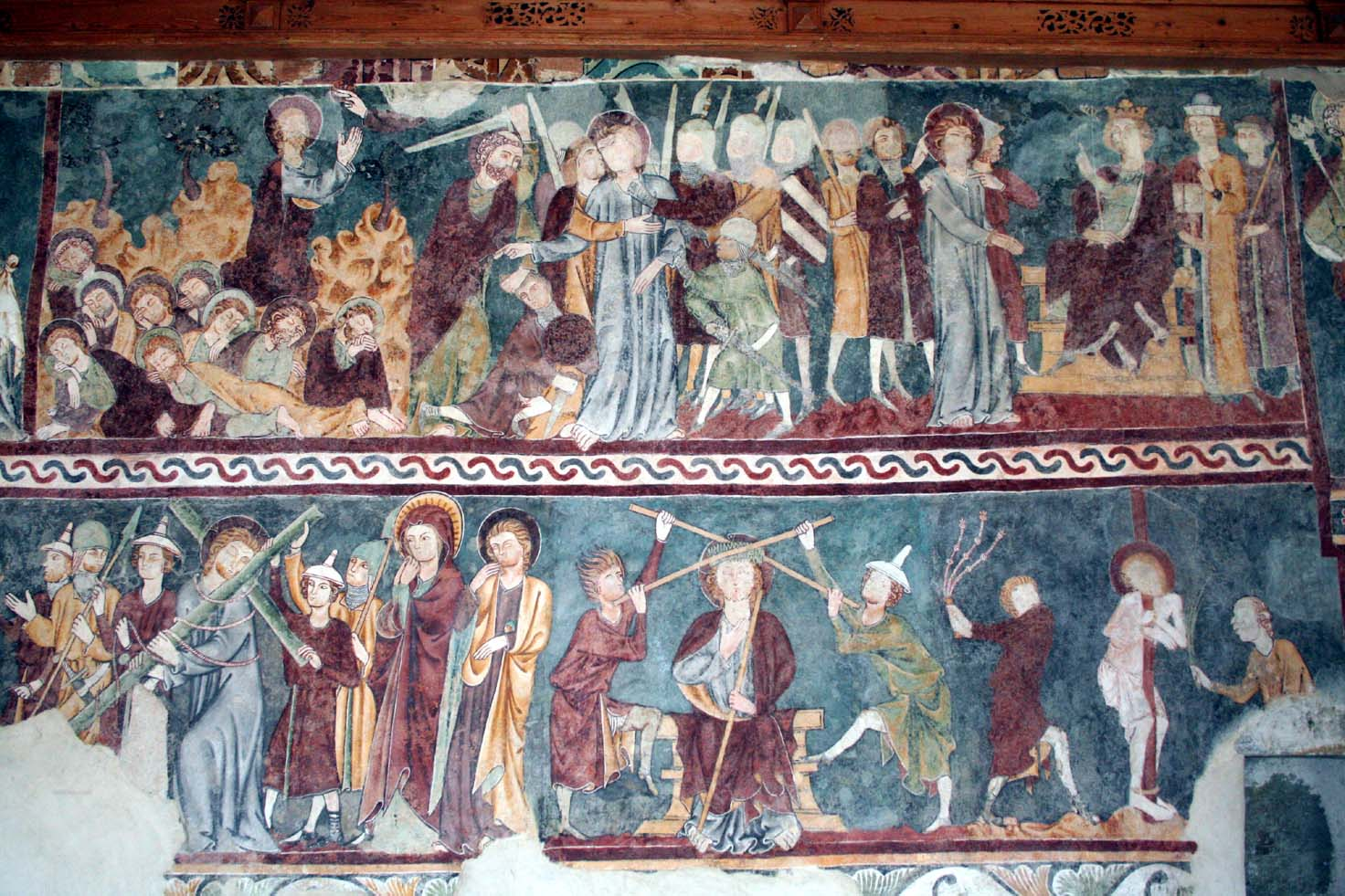
Festnahme
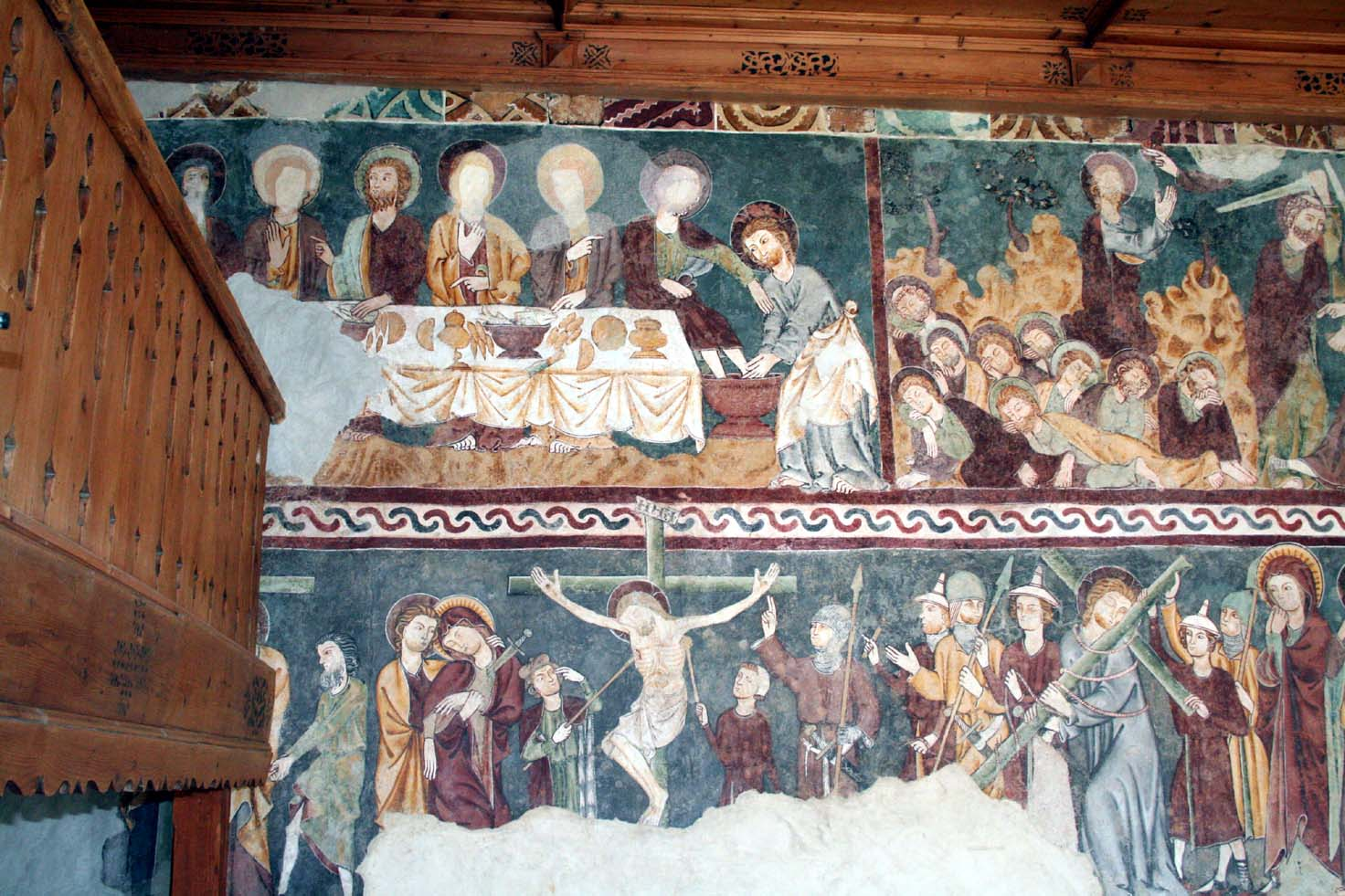
Abendmahl und Kreuzigung
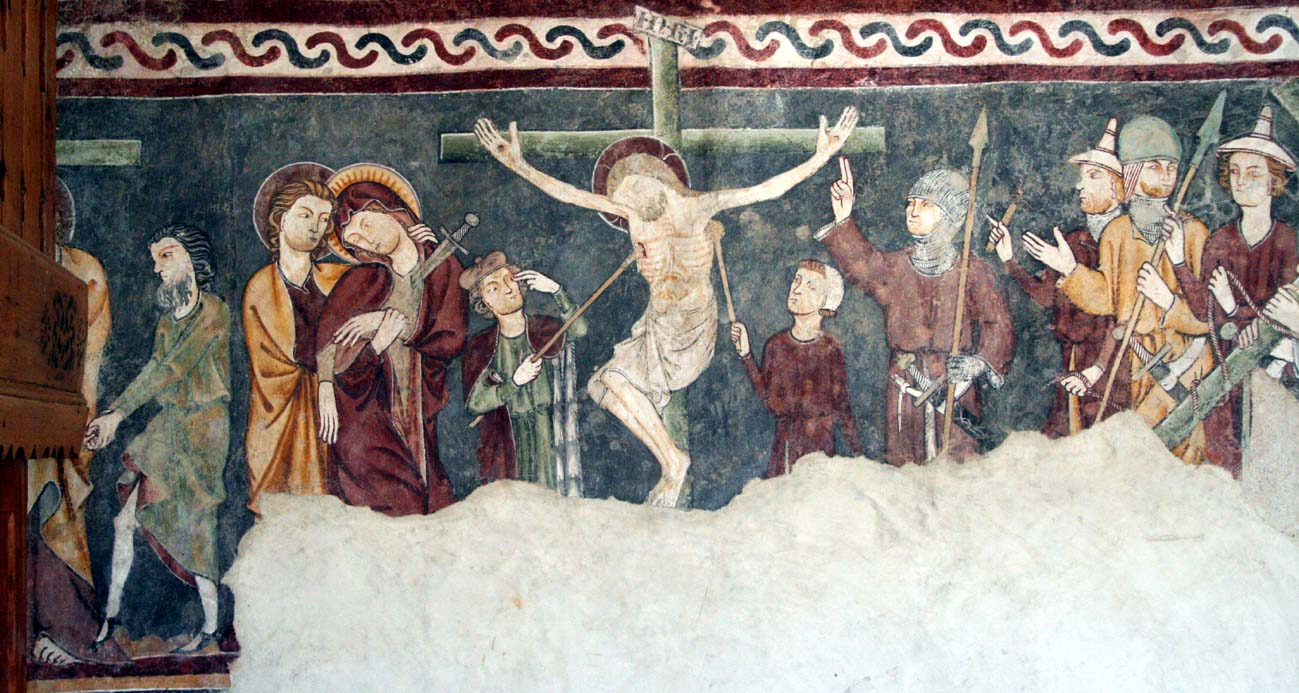
Kreuzigung

### Weitere Malereien
- Um 1380 malte ein unbekannter Meister an der westlichen Aussenwand eine Margarethenzyklus sowie an der inneren Südwand die Versuchung des heiligen Antonius.
- Ein weiterer unbekannter Maler bekam 1450/51 den Auftrag, die eben vergrösserte Kirche auszumalen. Es entstanden im ausgehenden weichen Stil unter anderem zwei Bildstreifen aus dem Leben Jesu und Johannes des Täufers sowie Apostel, Heilige, Kirchenväter, eine Marienkrönung und ein Gnadenstuhl an der südlichen Schiffswand. Dabei wurden die Malereien des Waltensburgers weitgehend übermalt. Der gleiche Maler bemalte die Ost- und einen Teil der Südwand der Kapelle St. Eusebius in Breil/Brigels.
- Um 1510 entstand ebenfalls von unbekannter Hand «al fresco» das Christophorus-Bild an der südlichen Aussenwand.

Nach der Annahme der Reformation in Waltensburg um ca. 1527 wurden die Malereien mit einer dünnen Kalkschicht bedeckt, wo sie vier Jahrhunderte verborgen blieben. Erst bei der Kirchenrenovation von 1932 kamen sie wieder zum Vorschein. Der grösste Teil wurde durch Karl Wilhelm Lüthy (1874–1937) aus Bern restauriert. Einzelne Bilder wie der heilige Antonius und der Gnadenstuhl wurden aus konfessionellen Gründen wieder übertüncht. 1970–1977 wurden die Bilder noch einmal von Oskar Emmenegger aus Zizers GR gesichert und restauriert.

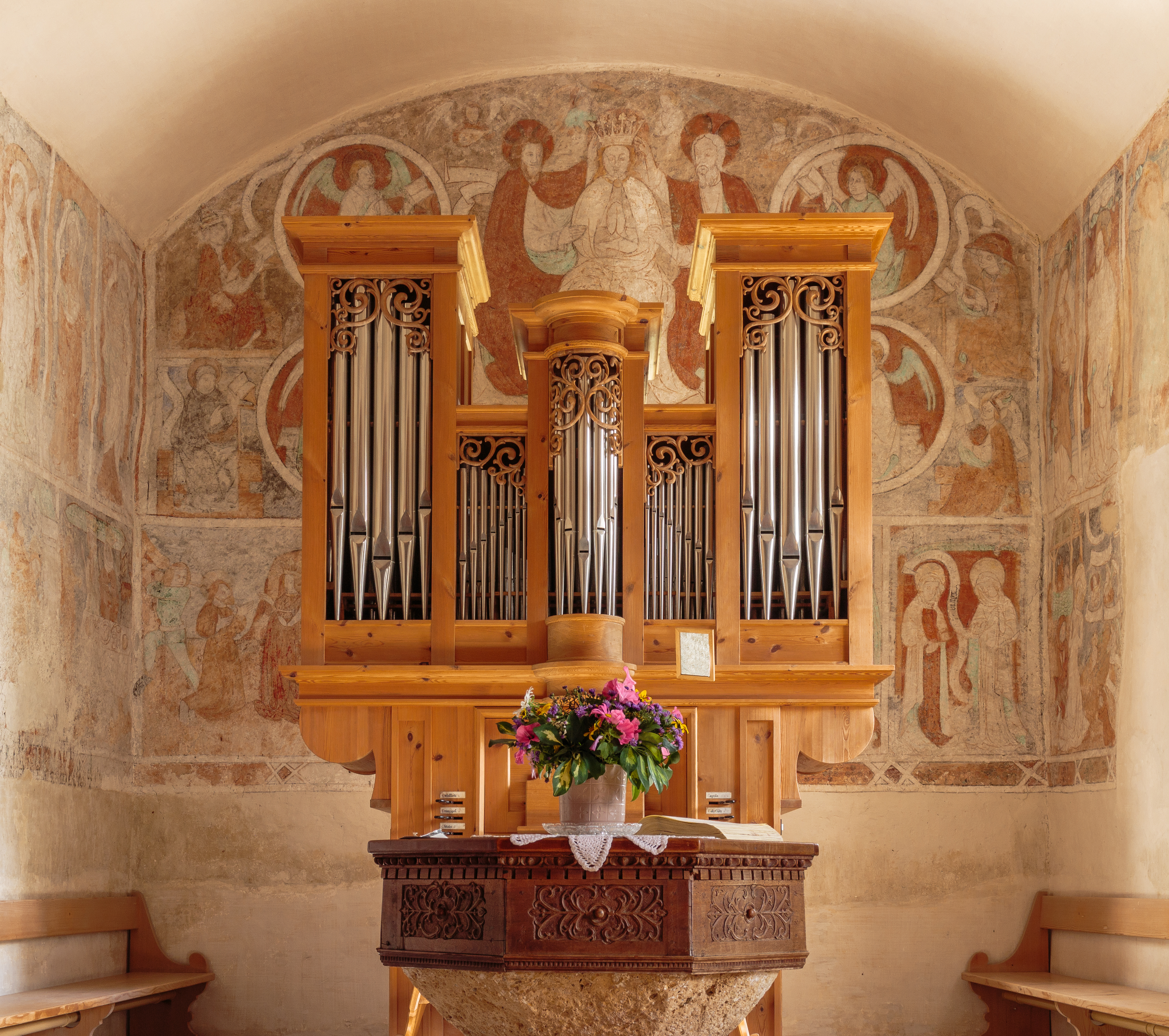
Taufstein, Orgel, Fresken

## Orgel
Im Chor steht die Kirchenorgel mit neun Registern und einem Vorabzug auf zwei Manualen und Pedal, die 1977 von der Manufaktur Orgelbau Felsberg aufgestellt wurde. Sie ersetzt eine Orgel der Felsberger Metzler Orgelbau aus den 1930er Jahren. Das Instrument steht frei zwischen Taufstein und der Bilderrückwand, damit man um die Orgel herumgehen und die Wandmalerei betrachten kann.

## Kirchliche Organisation
Die Evangelisch-reformierte Landeskirche Graubünden führt Waltensburg, das traditionell mit Schnaus in Pastorationsgemeinschaft steht, gemeinsam mit Vuorz als Waltensburg/Vuorz.